# Sibirische Turksprachen

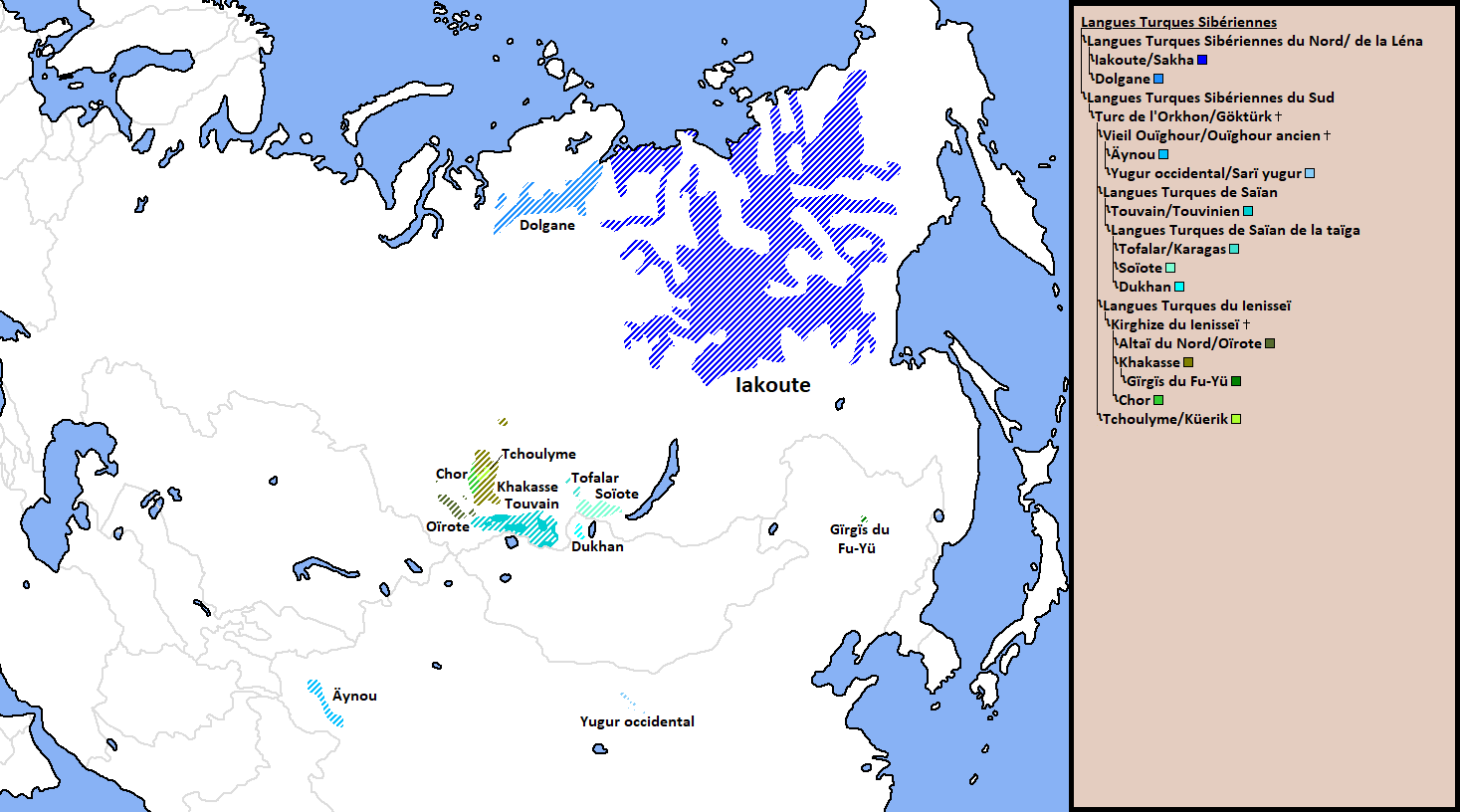

Die sibirischen Turksprachen sind eine Sprachgruppe innerhalb der Turksprachen. Die acht Sprachen dieser Sprachgruppe haben eine Sprecherzahl von 700.000 (Muttersprache). Diese Sprachen waren einst Teil der östlichen Turksprachen.
Im Zuge ihrer Wanderungen zogen sie in nördliche Richtung ab und besiedelten in der Folgezeit den weiten Raum Sibiriens.
Heute beschränkt sich der Sprachraum der nördlichen Turksprachen nur auf Sibirien, so dass diese Sprachen in der Turkologie vielfach nur als sibirische Gruppe bezeichnet werden.
Türkische Bezeichnungen für die Sprachgruppe sind:
- Sibirya Turk dilleri – „sibirische Turksprachen“
- Sibir Turkçesi – „sibirisches Turkisch“
- Kuzey Turk dilleri – „nordturkische Sprachen“

| Sprache        | Sprecherzahl | hauptsächlich verbreitet in folgenden Ländern (mit Sprecherzahlen) |
| Jakutisch      | 360.000      | Russland (AR Jakutien)                                             |
| Dolganisch     | 5.000        | Russland (Autonomer Kreis Taimyr)                                  |
| Tuwinisch      | 200.000      | Russland (AR Tuwa) 170.000, Mongolei 30.000                        |
| Tofalarisch    | fast †       | Russland (AR Tuwa)                                                 |
| Chakassisch    | 65.000       | Russland (AR Chakassien)                                           |
| Altaisch       | 50.000       | Russland (AR Altai, Region Altai)                                  |
| Schorisch      | 10.000       | Russland (AR Altai)                                                |
| Tschulymisch   | fast †       | Russland (Region Krasnojarsk, Oblast Tomsk)                        |
| West-Yugurisch | 4.600        | China (Gansu)                                                      |

## Klassifikation
- - Sibirisch (Nordost-Turkisch)
    - Nord
      - Jakutisch, Dolganisch

    - Süd
      - Jenisseisch Chakassisch, Schorisch, West-Yugurisch
      - Sajan Tuwinisch, Tofa (Karagassisch) (†)
      - Altaisch Altaisch (Dialekte: Oirotisch; Tuba, Qumanda, Qu; Teleutisch, Telengitisch)
      - Tschulym Tschulym[1]